# Sjednocené arabské státy
Sjednocené arabské státy (SAS, anglicky UAS) nebo Spojené arabské státy byla krátkodobě trvající konfederace mezi Sjednocenou arabskou republikou (tvořenou Egyptem a Sýrií) a Jemenským královstvím. Jemenské království připojení de facto nerealizovalo a tak tento útvar existoval spíše na papíře. Úsilí zkrachovalo na reformátorských snahách Egypta. V roce 1961 byla konfederace zrušena. Nedlouho poté v roce 1961 vystoupila Sýrie ze SAR, ale Egypt si tento název ponechal až do roku 1971, kdy se přejmenoval na Egyptskou arabskou republiku.